# Tear the World Down (canción)
«Tear The World Down» ("Destruir el Mundo"), es el segundo sencillo del grupo de hard rock Sinfónico We Are The Fallen

## Historia de la canción
Este sería segundo sencillo de We Are The Fallen, año y medio después del lanzamiento del aclamado Bury Me Alive, Tomando en cuenta su lanzamiento en 2009, y su relanzamiento como sencillo oficial en 2010. 
We Are The Fallen hizo un concurso para los fanes donde deberían adivinar qué canción del álbum sería lanzado como el próximo sencillo; además la banda les pidió a los fanes la creación de una portada para la canción que ellos imaginaran que sería el próximo sencillo y Carly, para despistar a los fanes, dijo a través de Twitter que el siguiente sencillo, sería una balada y muchos fanes cayeron en la trampa y crearon portadas principalmente para canciones como Sleep Well My Angel; solo algunos cuantos adivinaron que el sencillo sería la canción Tear The World Down.
Entre los fanes que adivinaron correctamente la canción, la banda eligió la portada más original; en la cual se ve un mundo a punto de ser destruido por grandes bombas que forman los países, como impacientes a que el mundo sea destruido para así terminar con el sufrimiento de la humanidad de una vez por todas.
La ganadora de este concurso fue anunciada a través del myspace de la banda, quien fue Kelly Tobias de Cincinnati, Ohio; y para sorpresa de muchos, Carly Smithson reveló que la canción Tear The World Down fue escrita en su mayoría por el baterista Rocky Gray.

## Significado de la letra
Carly dijo en una entrevista a UsaToday que ellos sabían casi desde el momento en que se grabó la canción, que Tear the World Down sería una single.

"Esta canción es la definición de todo lo que esperaba lograr después de American Idol; Durante los últimos 10 años siempre he querido ser parte de una canción que tenga este tipo de sentimientos; nada te prepara para el momento en que el coro de 37 personas empieza a cantar en esta "pequeña canción"; fue la experiencia más emocionante que he tenido.

Según Rocky, se que esta canción habla de personas que se dejan rendir a través de la esperanza perdida, supongo que para terminar con una situación de la cual no pueden alejarse; Hay mucha gente por ahí que a veces se siente impotente, ya que está viviendo violencia doméstica, son intimidados en la escuela, o se están quedado atascados en una relación abusiva, Algunas personas se encuentran tan atrapadas que no saben cómo liberarse de una situación negativa."